# باب منسفیلد
باب منسفیلد (به انگلیسی: Bob Mansfield) نایب رئیس ارشد بخش مهندسی سخت‌افزار در شرکت اپل است. منسفیلد دارای مدرک مهندسی برق از دانشگاه تگزاس در آستین است. او در سال ۱۹۹۹ جذب شرکت اپل شد. محصولاتی نظیر آی‌مک و مک‌بوک در دوره منسفیلد توسعه یافتند.